# Leopold Puellacher
Leopold Puellacher (* 3. November 1776 in Telfs; † 2. November 1842 ebenda) war ein österreichischer Maler des klassizistischen Stils.

## Leben
Schon sein Vater Josef Anton Puellacher war als Kirchenmaler tätig. Dieser arbeitete von etwa 1786 bis 1787 in der Schweizer Region St. Gallen (Schloss Hagenwil). Leopold Josef Puellacher wurde schon in jungen Jahren von seinem Vater in Malerei geschult, bevor er in Linz bei Anton Hitzentaler und Johann Georg Kapeller in die Lehre ging.
1804 kehrte Puellacher nach Aufenthalten in Wien und Ungarn wieder in seinen Geburtsort Telfs zurück.
Er wurde 1815 Hof- und Theatermaler in Innsbruck und schuf, vorwiegend für das Nordtiroler Oberland, eine Reihe von Fresken und Ölgemälden in klassizistischem Stil.

## Werke (Auswahl)

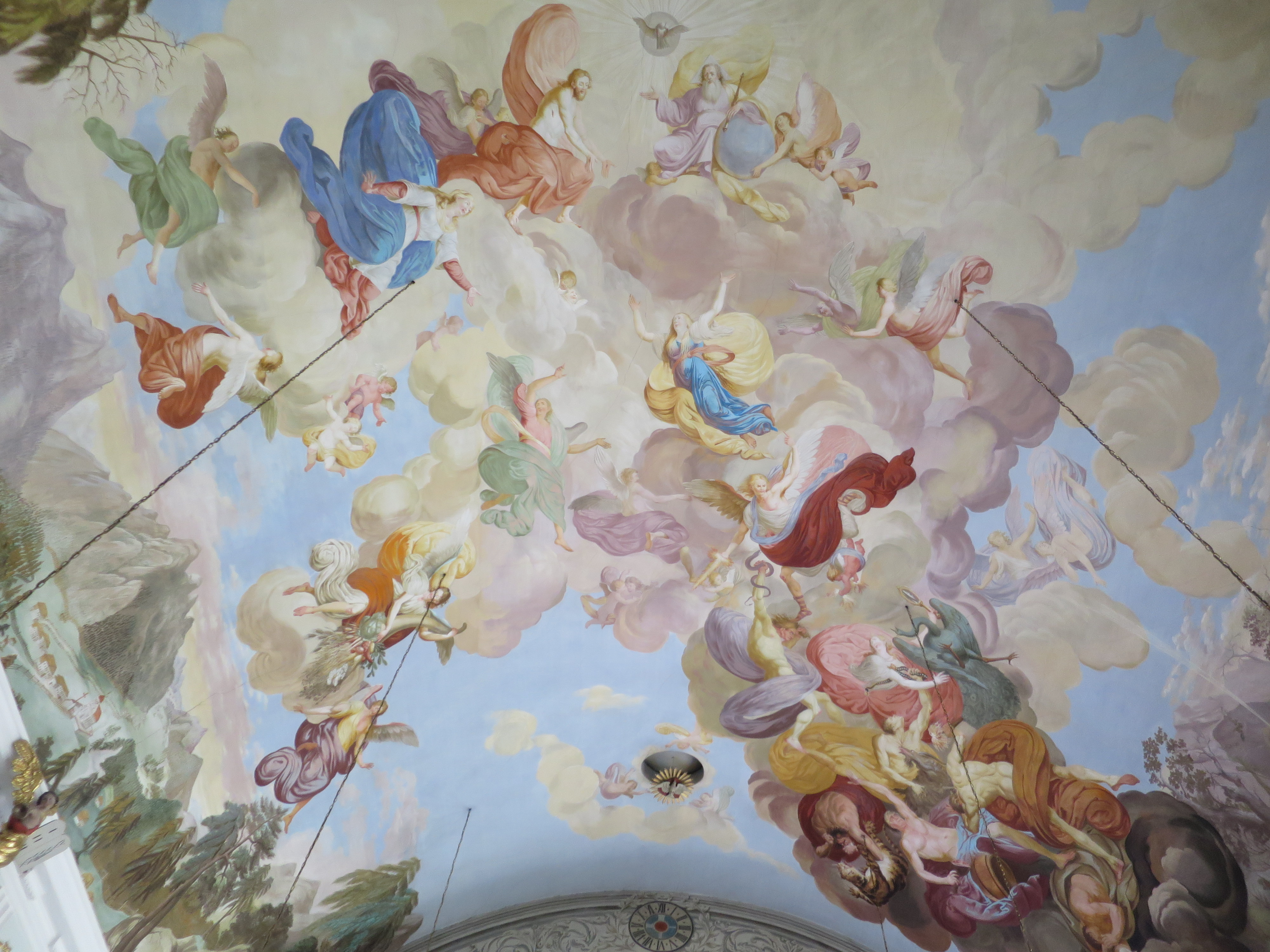
Deckenfresko, Pfarrkirche Oberleutasch (1821)

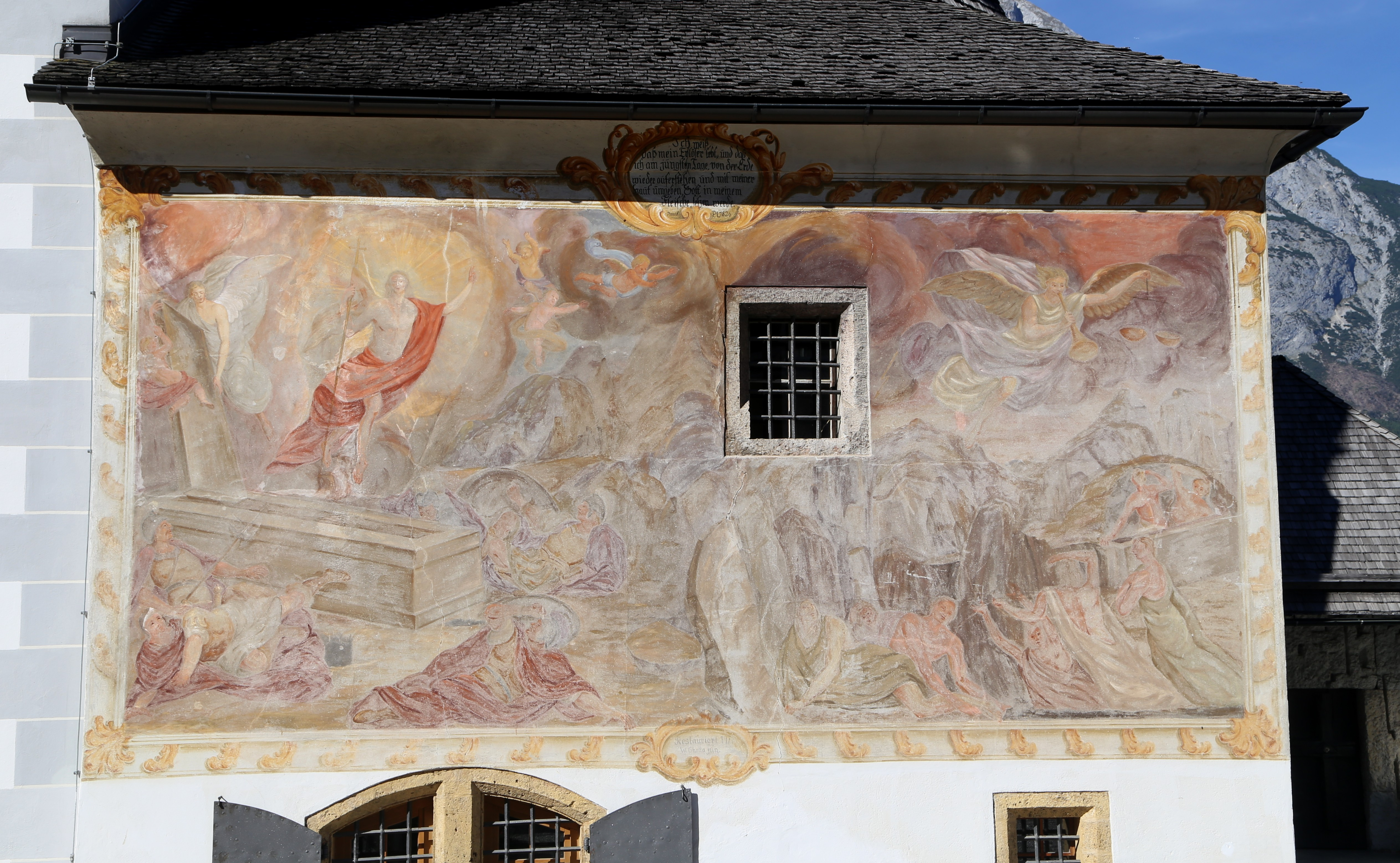
Fassadenfresko Auferstehung Christi und Jüngstes Gericht, Pfarrkirche Pfaffenhofen (1826)

- Fassadenmalereien Christi Himmelfahrt, Gottvater, Heiligen Geist und Engel, Ölbergkapelle am Kalvarienberg, Rietz (zugeschrieben)[1]
- Seitenaltarbild Heilige Familie, Kaplaneikirche Heiligkreuz, 1820
- Deckenfresken, Pfarrkirche St. Peter, Ellbögen, 1821 (1887 übermalt)[2]
- Deckengemälde, Hochaltarbild und rechts Seitenaltarbild, Pfarrkirche Hl. Maria Magdalena in Oberleutasch, 1821/1824[3][4]
- Gewölbeausmalung und Bildmedaillons, Pfarrkirche Langesthei, 1823[5]
- Fresken mit Szenen aus dem Leben des hl. Franziskus, Gartenhäuschen des Franziskanerklosters Telfs, 1824
- Deckenfresken, Pfarrkirche Volders, 1824 (mit Joseph Leopold Strickner; 1923 übermalt)[6]
- Hoch- und Seitenaltarbilder, Pfarrkirche St. Jakob in Innerpfitsch, 1824/25
- Fassadenfresko Auferstehung Christi und Jüngstes Gericht, Pfarrkirche Pfaffenhofen, 1826[7]
- Kapelle Unterlochlehen, Leutasch